# Obama, Fukui

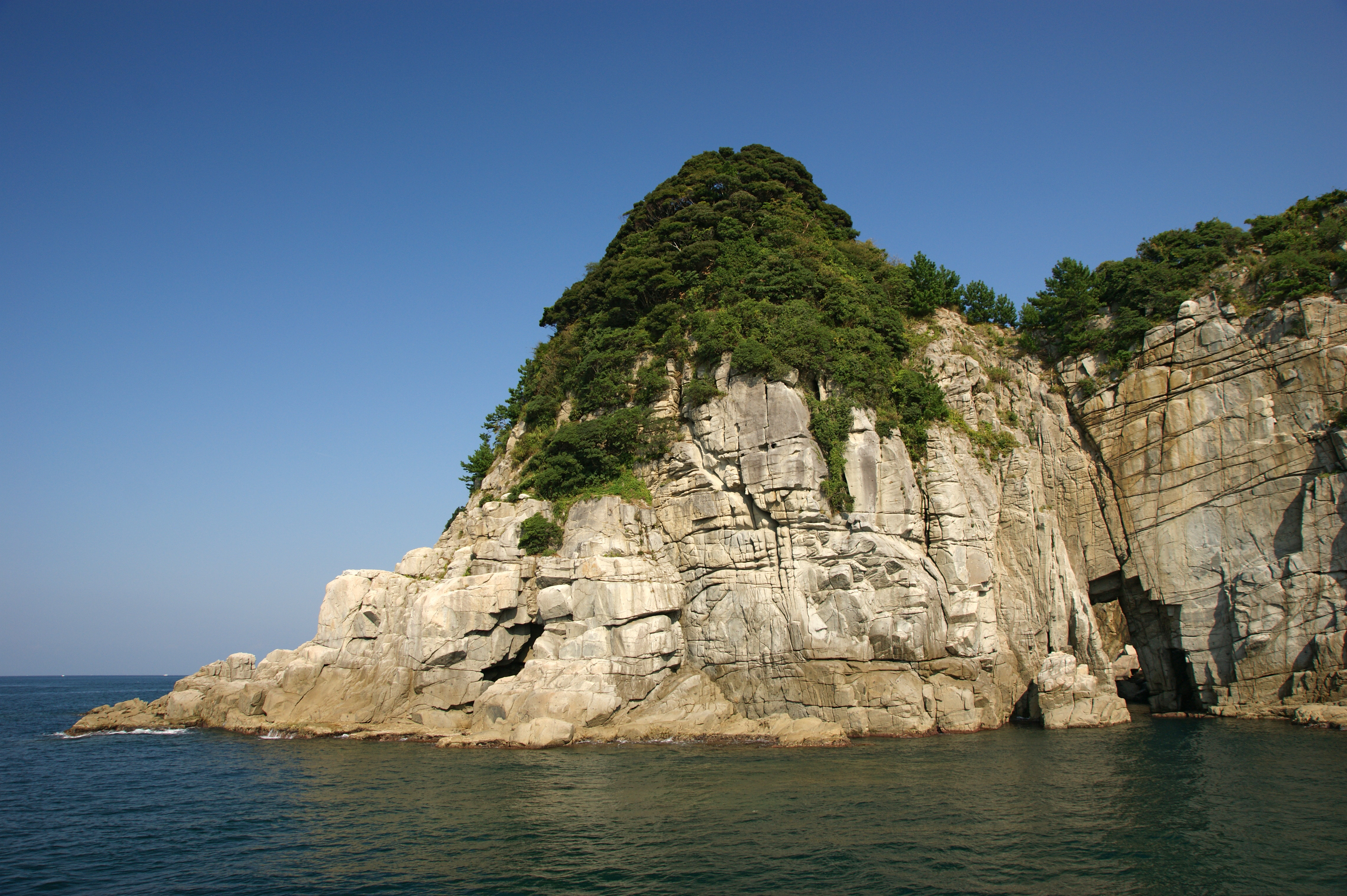
Zona Sotomo

Obama小浜市 (Obama-shi?) este un municipiu din Japonia, situat în partea de sud-vest a prefecturii Fukui, în mijlocul regiunii Wakasa. Populația orașului constituie 32.185 locuitori și densitatea este de 138,22 persoane pe 1 km². Suprafața orașului constituie 232.85 km².

## Istoric
În secolele VI-VIII (perioadele Asuka și Nara) Obama a fost capitala provinciei istorice Wakasa. Fiind un port maritim, Obama a servit drept una din porțile de intrare ale culturii continentale din China și peninsula Coreană.

## Legături cu Barack Obama
Locuitorii orașului Obama au observat popularitatea crescândă a senatorului Barack Hussein Obama, Jr., unul dintre principalii candidați în alegerile prezidențiale din SUA din 2008 și au hotărât să folosească numele comun pentru a promova imaginea orașului lor. În anul 2006, într-un interviu acordat rețelei japoneze de televiziune TBS, senatorul american a menționat că, la trecerea controlului vamal în aeroportul Narita, unul din ofițeri, văzându-i viza, a remarcat ca el este din Obama. După interviu, primarul orașului, Toshio Murakami, a trimis senatorului Obama un set de bețișoare pentru mâncare (unul din vestitele meșteșuguri ale orașului), un DVD despre oraș și o scrisoare cu urări de bine.
Mai mulți japonezi poartă numele de familie Obama, deși senatorul american provine din grupul etnic Luo din Kenya, dar numele japoneze și africane deseori sună asemănător.